# إرنست كيهوند
بايلي إرنست كيهوند (بالفرنسية: Bailly Ernest Kehound)‏ المعروف باسم إرنست كيهوند (مواليد 1 ديسمبر 1987 في أبيدجان، ساحل العاج) هو لاعب كرة قدم عاجي فرنسي يجيد اللعب في مركز الجناح الأيمن وبدرجة أقل الجناح الأيسر والمهاجم. يلعب حاليا لصالح فينويل الذي ينافس في دوري الدرجة السادسة الفرنسي منذ 2020.

## روابط خارجية
- إرنست كيهوند على موقع قاعدة بيانات كرة القدم.إي يو (الإنجليزية)